# チェックディジット
チェックディジット（アメリカ英語: check digit）、検査数字（けんさすうじ）とは、符号の入力誤りなどを検出するために元の符号に付加される数字のこと。CD、C/Dと略される。

## 概要
例えば、利用者識別番号などをコンピュータにタッチタイピングするとき、入力ミスはよくある。チェックディジットは、符号(コード)が正しいものであるかどうかを検査するために符号に付加される数字である。これによって符号の冗長性を増し、誤りが発見できるようになる。また公的な証明書の識別番号はチェックディジットの計算式を非公表とすることで、偽造されたものをチェックディジットによって発見することができる。
{\displaystyle n}桁の符号に1桁のチェックディジットを付け加えることは、{\displaystyle n+1}桁の符号を飛び飛びに使用することに他ならない。つまり、符号を、連番でなく約10個に1個の割合で使用することになる。
一般には、元の符号も検査桁も数字に限らない。検査桁が文字である場合、検査文字 (check character) という。
冗長な文字をさらに冗長構成とすることによって、誤りを検出するだけでなく、訂正もできるようになる（この場合は誤り訂正符号という）。

## 利用例
バーコード、電子掲示板のIP管理、学校の学籍番号、金融機関の口座番号、クレジットカードの番号、ISBN（国際標準図書番号）、全国地方公共団体コード、運転免許証、個人番号、法人番号、住民票コード、海上コンテナ、鉄道車両、乗車券など、様々な種類の識別番号に用いられる。

## 判定方法
符号から一定の計算式によって1桁以上の数字を算出し、符号に追加して使用する。
チェックディジット付きの符号を入力したとき、入力したチェックディジットと再び符号から計算した数字とが合わなければ、（チェックディジット自体も含めて）どこかに入力誤りがあったことが分かる。現在の実際のシステムでは、チェックディジットまでを含めた符号を記録しておき、入力が記録中にあるかどうかを調べて、なければ誤りとすることが多い。